# Halticoptera gibbosa
Halticoptera gibbosa är en stekelart som beskrevs av Huang 1991. Halticoptera gibbosa ingår i släktet Halticoptera och familjen puppglanssteklar. Inga underarter finns listade i Catalogue of Life.